# Värsting Hits
Värsting hits är musikern/kompositören Eddie Meduzas elfte studioalbum. Största delen av låtarna är nyinspelningar av låtar från sjuttio- och åttiotalskassetterna och de tidigaste albumen, utöver dessa låtar finns det två nyskrivna engelskspråkiga låtar ("Still Walkin' The Line" och "If You Really Wanna Know"), en nyskriven låt på hemmagjord tyska och joddling ("Bomparock Aus Östereich") och en nyskriven "fräckis" ("Skinnet"). Alla låtar är skrivna av Eddie Meduza där inget annat anges.

## Låtlista
1. Skinnet
2. Såssialdemokraterna (Nyinspelning av låten med samma namn från Garagetaper)
3. Epa-traktorn (Nyinspelning)
4. Still Walkin' The Line (Text och musik: Eddie Meduza och Patrik Tibell)
5. Norwegian Boogie (Nyinspelning av låten med samma namn från en singel 1979)
6. Saxofonen (Nyinspelning)
7. Glasögonorm (Nyinspelning av låten med samma namn från "Gasen i botten", 1981)
8. Hakan (Nyinspelning av låten med samma namn från Garagetaper)
9. Fånga Kräftor (Nyinspelning av "Fånga kräftor å lägga i en balja" från Garagetaper)
10. Punkjävlar (Nyinspelning av låten med samma namn från Eddie Meduza & The Roaring Cadillacs)
11. Bomparock Aus Östereich (Text och musik: Eddie Meduza och Patrik Tibell)
12. If You Really Wanna Know (Text och musik: Calle Kindbom, Carl Lösnitz, Mårten Sandén och P.Pettersson)
13. Mera Brännvin (Nyinspelning av låten med samma namn från "Gasen i botten", 1981)
14. Termosen (Nyinspelning av "Va' den grön så får du en ny" från Garagetaper)
15. Gasen i botten (Nyinspelning av låten med samma namn från "Gasen i botten", 1981)

## Medverkande musiker
- Eddie Meduza - Sång, gitarr, bas, klaviatur, kör.
- Bosse "Sven Lundin" Larsson: Gitarr, kör.
- Martin Hedström - Gitarr.
- Anders Lundqvist - Trummor.
- Bengan Andersson - Trummor.
- Marco Grönholm - Trummor.
- Peter Samuelsson - Bas.
- Henrik Lundberg - Bas.
- Patrik Tibell - Klaviatur, kör, arrangemang, producent.